# Радко Димитрієв
Радко Димитрієв (болг. Радко Димитриев нар. 24 вересня 1859, с. Градець — пом. 18 жовтня 1918, П'ятигорськ) — болгарський генерал, начальник Генерального штабу болгарської армії з 1 січня 1904 по 28 березня 1907.

## Біографія
Народився в селі Градец, виховувався бабусею. Пізніше він навчався в гімназії в Габрово та брав участь у організації Квітневого повстання (1876).
Під час російсько-турецької війни (1877—1878) був перекладачем 2-ї гвардійської дивізії Російської армії. У 1879 закінчив Військову школу в Софії; У 1881 отримав звання лейтенанта, а в 1884 — капітана після закінчення Петербурзької академії.
Під час Сербсько-болгарської війни (1885) Димитрієв був одним з командирів Західного корпусу і брав участь у успішній битві при Піроті. Після війни він взяв участь у невдалому державному перевороті. Емігрував до Румунії та став членом клубу емігрантів. Пізніше емігрував до Росії і служив у російській армії.
Повернувся до Болгарії в 1898 і став командиром 5-ї піхотній дивізії. 18 травня 1900 отримав звання полковника і очолював Генеральний штаб болгарської армії з 1904 по 1907.
Під час Першої Балканської війни (1912-1913) він керував 3-ю армією.
Під час Другої Балканської війни 1913 він замінив генерала Михаїла Савова і став заступником головнокомандувача.

## Нагороди
- Орден «Святого Олександра», I і II класів
- Орден «За військової заслуги», I класу
- Орден «Стара планина», 1 клас з мечами — присвоєний посмертно 20 грудня 2012